# Håkan Söderstjerna
Bo Håkan Söderstjerna, född 30 oktober 1975, är en svensk före detta fotbollsspelare som spelade i svenska Landskrona BoIS. Han har också spelat i svenska Teckomatorps SK, danska Fremad Amager, norska Fredrikstad FK och även för Tiong Bahru i Singapore. Under Fotbollsallsvenskan 2002 var han en viktig kugge i det lag som under en del av säsongen spelade en mycket bra fotboll och ledde serien, han var då nära en plats i Sveriges herrlandslag i fotboll. Söderstjerna har sedan födseln bara en arm, kallat dysmeli.
När Söderstjerna var yngre brottades han också, vilket gjorde att han fick bra balans.
Söderstjerna började med fotboll i Teckomatorps SK, men vid 16-17 års ålder så började han spela i Landskrona BoIS.
Hans far Christer Söderstjerna har tidigare spelat fotboll i Landskrona BoIS.